# Сълп
 Тази статия е за селото във Велешко.  За селото в Кичевско вижте Сълп (Кичевско).  
Сълп (на македонска литературна норма: С'лп) е село в община Велес на Северна Македония.

## География
Сълп е разположено в северния дял на Велешката община, от дясната страна на река Вардар. Намира се на малко възвишение, като средната му надморска височина е 250 м. Отстои на 15 км от административния град Велес. Землището му е с големина от 27 км2, като горите заемат площ от 1815 ха, а обработваемите земи едва 49 xa.

## История
Църквата „Свети Илия“ в Сълп е започната в 1852 година и осветена в 1864 година. Църквата има богато украсена вътрешност.
В „Етнография на вилаетите Адрианопол, Монастир и Салоника“, издадена в Константинопол в 1878 година и отразяваща статистиката на населението от 1873 година, Салп е посочено като село с 50 домакинства с 218 жители българи.
Според статистиката на Васил Кънчов („Македония. Етнография и статистика“) от 1900 година Сълбъ е населявано от 466 жители, от които 460 били българи, а 6 турци.
В началото на XX век цялото село е под върховенството на Българската екзархия. По данни на секретаря на екзархията Димитър Мишев („La Macédoine et sa Population Chrétienne“) в 1905 година в Сълб (Salb) има 584 българи екзархисти и в него функционира българско училище.
През учебната 1912/1913 година учител в селото е Теодоси Стоянчев.
При избухването на Балканската война в 1912 година един човек от Сълб е доброволец в Македоно-одринското опълчение.
На етническата си карта от 1927 година Леонард Шулце Йена показва Сълп (Slp) като българско село.
Според преброяването от 2002 година селото има 47 жители.
| Националност | Всичко |
| македонци    | 46     |
| албанци      | 0      |
| турци        | 0      |
| роми         | 0      |
| власи        | 0      |
| сърби        | 1      |
| бошняци      | 0      |
| други        | 0      |

На 11 октомври 2008 година е осветен манастирът „Света Петка“ от митрополит Агатангел Повардарски, в съслужение на свещеници от велешкото наместничество и в присъствието на много хора от Сълп, Велес и околните села. Ктитор на манастира е Зоран Темелков от Велес, със семейството му. Разположен е на самия десен бряг на реката Вардар, веднага над железопътната линия, на около 600 метра от спирката „Райко Жинзифов“. От другата страна на реката е манастирът „Свети Георги“ на село Сопот.

## Личности
Родени в Сълп
- Арсо Илиев (1897 – 22 септември 1925), български революционер от ВМРО,[12] загинал в сражението при Драчевица[13]
- Коле Панов, български революционер от ВМОРО, четник на Димитър Ничев[14]
- Славко Петров (1937 - 2009), министър на земеделието, горите и водите на Северна Македония (2002-2004)

Починали в Сълп
- Димитър Дечев (1883-1903), български революционер
- Мирчо Атанасов (? – 1911), български революционер